# Викі
Викі (пол. Wyki) — село в Польщі, у гміні Роздражев Кротошинського повіту Великопольського воєводства.
Населення — 197 осіб (2011).
У 1975-1998 роках село належало до Каліського воєводства.

## Демографія
Демографічна структура станом на 31 березня 2011 року:
|          | Загалом | Допрацездатний вік | Працездатний вік | Постпрацездатний вік |
| -------- | ------- | ------------------ | ---------------- | -------------------- |
| Чоловіки | 100     | 26                 | 64               | 10                   |
| Жінки    | 97      | 22                 | 56               | 19                   |
| Разом    | 197     | 48                 | 120              | 29                   |